# Эуклидис-да-Кунья-Паулиста
Эуклидис-да-Кунья-Паулиста (порт. Euclides da Cunha Paulista) — муниципалитет в Бразилии, входит в штат Сан-Паулу. Составная часть мезорегиона Президенти-Пруденти. Входит в экономико-статистический микрорегион Президенти-Пруденти. Население составляет 12 000 человек на 2006 год. Занимает площадь 577,122 км². Плотность населения — 18,5 чел./км². Носит имя бразильского писателя Эуклидиса да Куньи.

## История
Город основан 15 сентября 1969 года.

## Статистика
- Валовой внутренний продукт на 2003 составляет 44.254.184,00 реалов (данные: Бразильский институт географии и статистики).
- Валовой внутренний продукт на душу населения на 2003 составляет 4.225,15 реалов (данные: Бразильский институт географии и статистики).
- Индекс развития человеческого потенциала на 2000 составляет 0,738 (данные: Программа развития ООН).